# Томахавка
Томахавката (на английски: tomahawk) е хладно оръжие, вид малка брадва, която е характерна и използвана от северноамериканските индианци. Използва се при близък бой и като метателно оръжие. Дръжката е дълга около 50-60 см и се изработва от дърво, масата на острието е 250—500 грама, като може да бъде с различна форма и големина. Много томахавки са били съчетани с лула за пушене. В началото острата част се е изработвала от камък, а по-късно от мед и желязо.
Идиом: „да заровим томахавката“ означава да се сключи примирие, или мирен договор, т.е. да се прекратят бойните действия между две враждуващи сили.